# Чилеански делфин
Чилеански делфин (лат. Cephalorhynchus eutropia) је врста сисара из породице океанских делфина (Delphinidae) и парвореда китова зубана (Odontoceti). 

## Угроженост
Ова врста је на нижем степену опасности од изумирања, и сматра се скоро угроженим таксоном.

## Распрострањење
Врста је присутна у следећим државама: Чиле и Аргентина.

## Станиште
Станишта врсте су морски екосистеми, речни екосистеми и слатководна подручја. 